# Kam (rapper)
Craig A. Miller (n. 24 octombrie 1969), mai cunoscut după numele său de scenă Kam este un rapper american cunoscut în primul rând în rândul fanilor hip hop și criticilor muzicali din anii 1990 și începutul anilor 2000.

## Discografie
- Neva Again (1993)
- Made in America (1995)
- Kamnesia (2001)
- Mutual Respect (2016)

## Legături externe
- Kam la Internet Movie Database